# George Oprescu
George Oprescu (n. 27 noiembrie 1881, Câmpulung, România – d. 14 august 1969, București, România) a fost un istoric, critic de artă, colecționar român, membru de onoare al Academiei Române (1948), profesor al Academiei de Belle-Arte, membru corespondent al mai multor academii străine.

## Critic și istoric de artă
George Oprescu s-a ocupat în studiile sale de pictură și grafică românească din secolul al XIX-lea, aceste scrieri constituind primele sinteze cuprinzătoare din istoriografia românească de artă (Pictura românească în secolul al XIX-lea, 1937, Grafica românească în secolul al XIX-lea (2 volume), 1941 – 1945).
Academicianul George Oprescu a avut lucrări cu privire la arta populară românească (Arta țărănească la români, 1922), la maeștrii artei românești, care reprezintă începuturile activităților de cercetare în acest domeniu.
Profesorul George Oprescu a publicat studii privitoare la arta sculpturală românească (Sculptura statuară românească, 1957). În anul 1927, a publicat monografia Géricault, iar în 1961, a publicat monografia, în două volume, Nicolae Grigorescu. Lucrările sale se disting prin erudiție și printr-un autentic simț al frumosului.
În anii 1943 – 1946, a publicat un Manual de istoria artei, iar în anul 1956 monografia Bisericile-cetăți ale sașilor din Ardeal, în care se referă, între altele și de minunata biserică-fortificată din Biertan, județul Sibiu.

## Colecționar de artă
Bogata sa colecție de artă (picturi, sculpturi, desene și gravuri românești și străine), de aproape 10.000 de piese, având autori faimoși (Albrecht Dürer, Rembrandt, Delacroix, Courbet, Picasso, Bonington), a donat-o Academiei Române. Cele mai multe din aceste piese sunt păstrate în Muzeul de artă al Academiei Române, al cărui fondator a fost.

## Decorații
- Ordinul „Coroana României” în gradul de Comandor (31 mai 1932)[6]
- Semnul Onorific „Răsplata Muncii pentru 25 ani în Serviciul Statului” (13 octombrie 1941)[7]
- Ordinul Muncii clasa I (11 decembrie 1956) „pentru îndelungată și valoroasă activitate științifică, cu prilejul împlinirii a 75 ani de la naștere”[8]
- Ordinul „Steaua Republicii Populare Romîne” clasa a IV-a (12 august 1959) „pentru activitate rodnică în dezvoltarea științei și culturii din Republica Populară Romînă”[9]
- Ordinul „Steaua Republicii Populare Romîne” clasa I (9 decembrie 1961) „pentru merite deosebite în domeniul științific, cu prilejul împlinirii a 80 de ani”[10]
- titlul de „Profesor Emerit al Republicii Populare Romîne” (5 noiembrie 1962) „pentru activitatea îndelungată, contribuție în dezvoltarea științei și merite deosebite în dezvoltarea învățămîntului superior”[11]
- Premiul de Stat al RPR 1962
- titlul de „Om de Știință Emerit al Republicii Populare Romîne” (18 august 1964) „pentru merite deosebite în activitatea științifică”[12]
- Ordinul „Meritul Cultural” clasa I (26 septembrie 1966) „pentru merite deosebite în activitatea literară, artistică și de răspîndire a culturii naționale, cu prilejul Centenarului Academiei Republicii Socialiste România”[13]

## Lucrări
- Arta țărănească la români, 1922,
- Géricault, [Monografie], 1927,
- Pictura românească în secolul al XIX-lea, 1937,
- Grafica românească în secolul al XIX-lea (2 volume), 1941 – 1945,
- Manual de istoria artei, 1943 – 1946,
- Bisericile-cetăți ale sașilor din Ardeal, 1956,
- Sculptura statuară românească, 1957
- Scurtă istorie a artelor plastice în R.P.R., Editura Academiei R.P.R., București, 1958.
- Nicolae Grigorescu, [Monografie], 1961,
- Ștefan Popescu desenator, Editura Academiei R.P.R., București, 1960.

## Viață personală
George Oprescu a fost homosexual. Datorită relațiilor pe care și le făcuse în străinătate, în calitate de secretar al Comisiei de Cooperație Intelectuală a Ligii Națiunilor, lucrând cu personalități precum Henri Bergson, Albert Einstein, Marie Curie, John Galsworthy, Paul Valéry, el era tratat mai cu mănuși de comuniști (nefăcând pușcărie datorită orientării sexuale) care însă nu se sfiau să-i spună „curvă bătrână“, povestește Alexandru Paleologu.